# Ляхівці
Ляхі́вці— село в Ужгородському районі Закарпатської області на річці В'єла.
Входить до складу Середнянської селищної громади.

## Назва

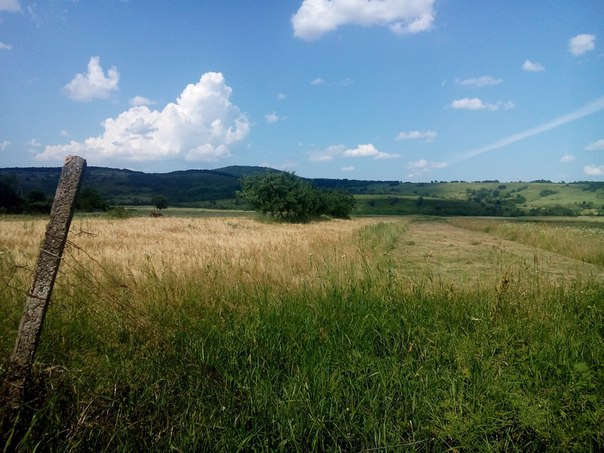
Околиці села

В джерелах XV ст. село відоме під мадярською назвою «Lengyelfalva», що в перекладі означає «Польське село». В XVI ст. його назва— «Lagocz». Виходячи з назви, ймовірно, що його заснували вихідці з Польщі (Лемківщини) (лемки) на основі німецького права.
В 1946—1995 роках село носило назву Лемківці.

## Історія
Перша письмова згадка про село відноситься до 1407 року, де йдеться про крадіжку вівса підданими Ляхівців із Чертізького хотаря. З цього можна констатувати, що село виникло раніше згаданого часу.
В податкових списках 1427 року Ляхівці не зафіксовані, бо, можливо, були засновані перед цим роком. В XV—XVI ст. Ляхівці належали шляхтичам із Палло, родині Добо з Руського, землевласникам із Сюрте, Середнянському замку.
В 1567 році в Ляхівцях було оподатковано 2 селянські господарства, що володіли двома портами. Тоді ж у селі проживали і три желярські родини. В 1588 р. оподатковано 5 селянських господарств від 3,5 порти. Наприкінці XVI ст. в село прибули нові переселенці, що збільшило кількість мешканців.
В 1599 році в Ляхівцях нараховувалось 19 селянських домогосподарств, будинки шолтейса, священика і православна церква.
Ляхівці вважалися середнім за величиною селом. Таким воно залишилося в XVII— на початку XVIII ст. В 1715 році в селі нараховувалося 18 домогосподарств, у тому числі 13 залежних селянських і 5 желярських, які, окрім ріллі, обробляли панські виноградники. Джерела XVIII ст. відносять Ляхівці до руських (русинських) сіл.

## Політика

### Парламентські вибори, 2019
На позачергових парламентських виборах 2019 року у селі функціонувала окрема виборча дільниця № 210567, розташована у приміщенні клубу.
Результати
- зареєстрований 321 виборець, явка 63,55 %, найбільше голосів віддано за «Слугу народу» — 42,12 %, за «Опозиційний блок» — 17,16 %, за Всеукраїнське об'єднання «Батьківщина» — 12,25 %.[3] В одномандатному окрузі найбільше голосів отримав Андрій Андріїв (самовисування) — 36,32 %, за Роберта Горвата (самовисування) — 32,84 %, за Олександра Пекаря (Слуга народу) — 14,93 %[4].

## Релігія

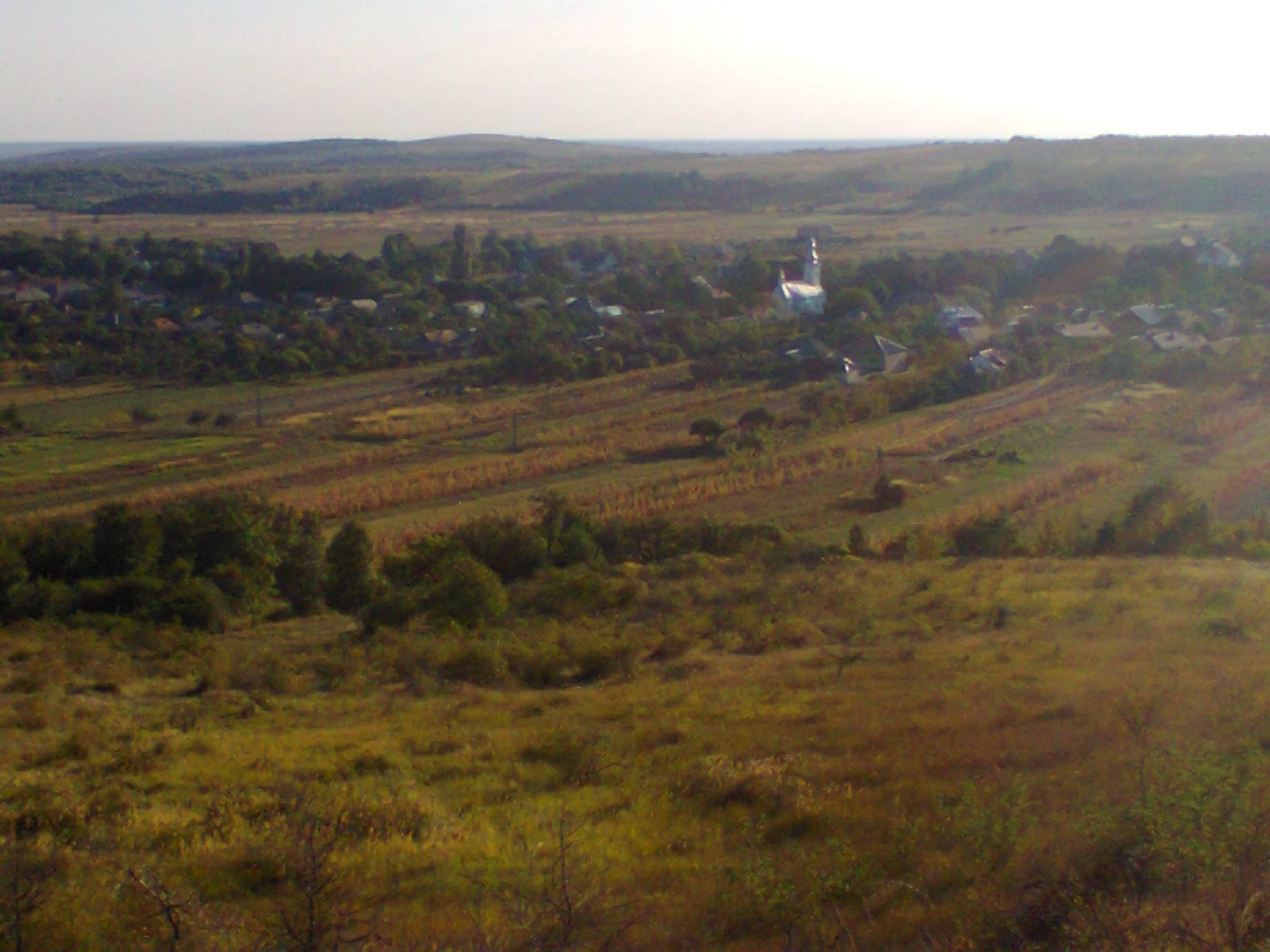
Церква Зіслання Святого Духа, с. Ляхівці

Після укладення Ужгородської Унії в 1646 р. церква в с. Ляхівці стає греко-католицькою.

### Церква зіслання св. Духа (1796)
У 1751 році за пароха Федора Копчанія в селі була дерев'яна церква в доброму стані, покрита шинґлами, з трьома дзвонами, присвячена св. Козмі і Даміану, освячена єпископом Георгієм Бізанцієм. Філії були в Середньому та у с. Вовкове.
Через 45 років збудували теперішню муровану церкву (на камені над входом вирізано 1804 р.— можливо, це дата закінчення будівництва). Це типова базилічна споруда, яка, однак, має певні переваги перед іншими подібними церквами: церкву ще не встигли поштукатурити мармуровою крихтою і вона зберігає привабливість старих фарбованих стін, барокове завершення вежі вкрито фарбованою бляхою. Довкола церкви був кам'яний мур, але Василь Луцьо розібрав той мур і поставив дротяну сітку на бетонних стовпчиках. У 1933 р. впродовж 6 місяців розмалювали інтер'єр храму. У 1969 р. провели зовнішній ремонт, а останнє малювання всередині церкви виконав місцевий художник Федір Решетар. У зв'язку зі спорудженням церкви розповідають історію про сина майстра, який упав з вежі при встановленні хреста. Очевидно, це відголосок трагічної події, що справді сталася в Глибокому.
У 1933 р. за священика о. Євгена Петрика та куратора Качура збудували дзвіницю: нижній ярус мурований, верхній— каркасний дерев'яний під шатровим дахом. Дзвони виготовив Ф. Еґрі. До церкви за радянських часів перенесли хрест, що його поставив на своєму полі Баб'як за гроші, зароблені в Америці. Інший мурований хрест поставили у 1903 році.
У часи радянської влади та заборони і переслідувань греко-католицької церкви храм передали православним. Так тривало до 90-х років XX століття. На початку 90-х років у селі мало місце протистояння між греко-католицькою та православною громадами. На сьогоднішній час у селі продовжують функціонувати як православна, так і греко-католицька громади.

### Будівництво нової греко-католицької церкви

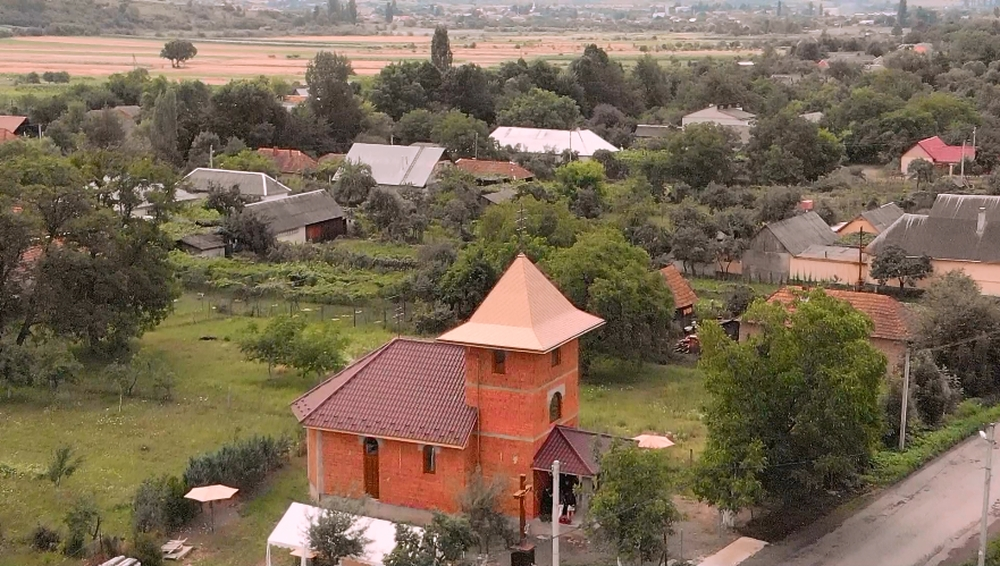
Церква Пресвятої Трійці в с. Ляхівці

Восени 2015 року, після довгих років очікування греко-католицька громада с. Ляхівці вирішили побудувати новий храм Пресвятої Трійці.
5 грудня 2015 року єпископ Мукачівської греко-католицької єпархії Мілан Шашік освятив наріжний камінь під будівництво нової церкви.

## Туристичні місця
- храм св. Духа (1796)
- річка В'єла (Веля)